# Aartsbisdom Tarente
Het aartsbisdom Tarente (Latijn: Archidioecesis Tarentina; Italiaans: Arcidiocesi di Taranto) is een in Italië gelegen rooms-katholiek aartsbisdom met zetel in de stad Tarente. De aartsbisschop van Tarente is metropoliet van de kerkprovincie Tarente, waartoe ook de volgende suffragane bisdommen behoren:
- Bisdom Castellaneta
- Bisdom Oria

## Geschiedenis
Het bisdom Tarente ontstond in de 6e eeuw. In de 10e eeuw werd het verheven tot aartsbisdom.

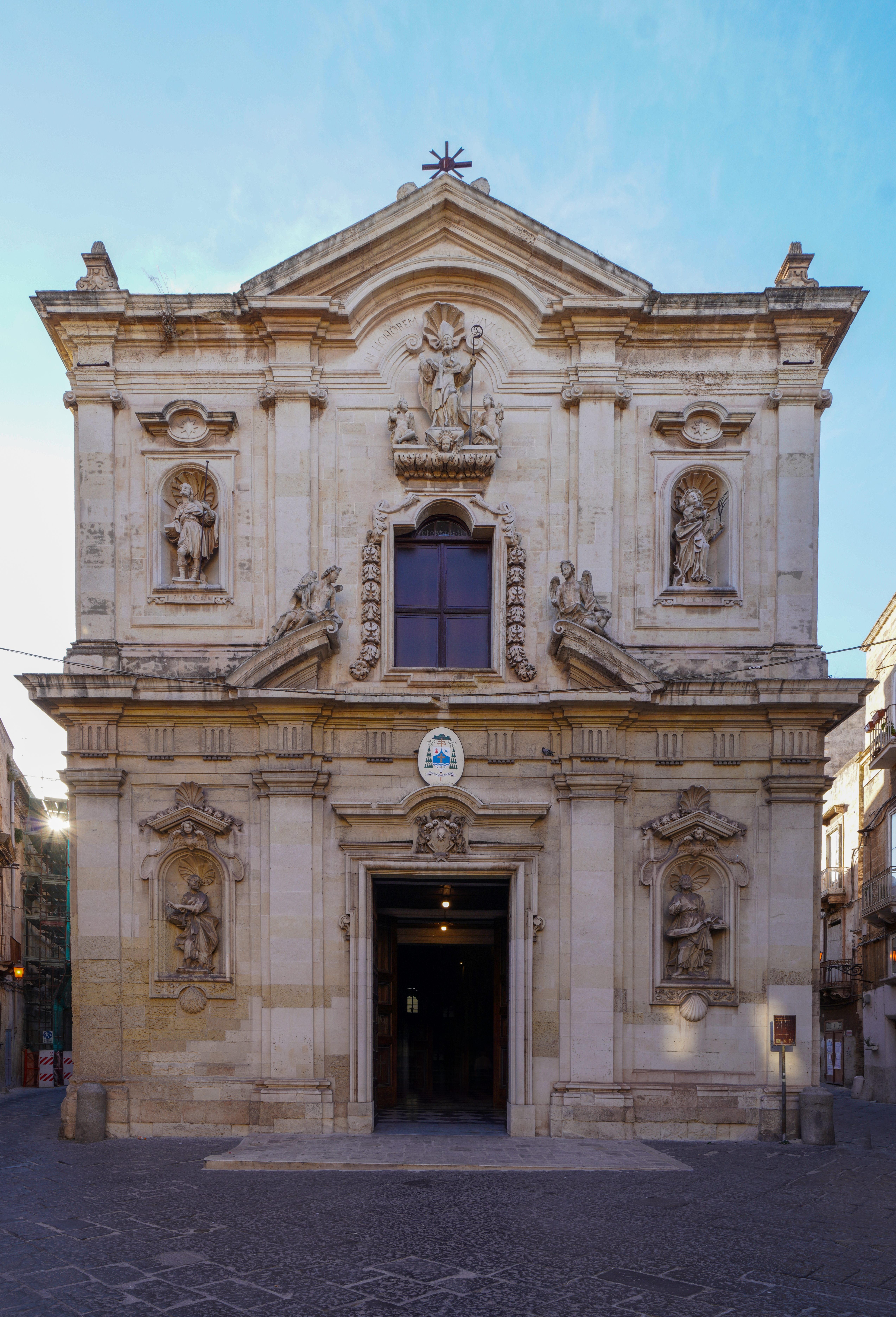
San Cataldokathedraal